# Малтешка лира
Лира (малтешки: Lira Maltija) је била званична валута на Малти до увођења евра 1. јануара 2008. године. Енглези на острву лиру зову фунта. Међународни код за лиру је MTL. Једна лира се састоји из сто центи.
По вредности налазила се на другом месту у свету иза кувајтског динара.
Управљање је било у надлежности Централне Банке Малте. Инфлација у 2006. је износила 2,8%.
Папирне новчанице издаване су у апоенима од 2, 5, 10 и 20 лира а ковани новац у апоенима од 1 лире као и 1, 2, 5, 10, 25 и 50 центи.